# Caliente (canção)
"Caliente" é uma música da cantora argentina Lali com participação de Pabllo Vittar, da seu terceiro álbum de estúdio Brava. Escrita por Lali, Rodrigo Gorky, Pabllo Bispo, Arthur Marques, Luis Burgio, Peter Akselrad e Gustavo Novello e produzida por 3musica. Foi lançada pela Sony Music Argentina como sexto single do álbum em 14 de novembro de 2018.

## Antecedentes e composição
Em entrevista à Billboard, Lali falou sobre a colaboração, dizendo que a drag queen brasileira era o ajuste perfeito para seu single. Lali se referiu à música como "genuína" e "a fusão perfeita do que Pabllo é e do que ela é". A cantora também admitiu que precisava aprender a falar português, pois Pabllo canta em espanhol e canta em português. Ela acrescentou que "é bom que seus fãs e todos que escutam a música entendam a fusão de cultura, países e música".  Pabllo disse que a música é uma "mistura de diversão latina e brasileira". 
A música foi escrita por Lali, Rodrigo Gorky, Pabllo Bispo, Arthur Marques, Luis Burgio, Peter Akselrad e Gustavo Novello. No geral, "Caliente" mostra tudo o que Lali e Pabllo retratam através de sua música: ferocidade, sensualidade e poder feminino. 
Dirigido por Os Primos, o videoclipe de "Caliente" estreou na Billboard.com em 13 de novembro de 2018, antes de sua estreia oficial no Vevo. Foi filmado nas praias do Rio de Janeiro e mostra Lali e Pabllo em trajes de banho coloridos. Segundo Jessica Roiz, o vídeo "mostra tudo o que os dois artistas retratam através de sua música: festa, diversão, boas vibrações e muita dança".  Stephen Daw, da Billboard, elogiou o vídeo, dizendo que "os dois artistas exibem belíssimos looks de praia e vão da dança ao futebol e aos vocais dos cintos tão facilmente que não é de admirar que esse vídeo e performance funcionem tão bem". 

## Recepção crítica
Jessica Roiz, da Billboard, chamou a música de "a colaboração mais quente do ano". 

## Uso na mídia
"Caliente" se tornou um grande sucesso depois que o Zumba Fitness criou o Caliente Challenge, que incentivou os dançarinos do Zumba a se gravar dançando uma coreografia especial criada para o single e publicá-la em suas redes sociais. O desafio permitiu à "Caliente" chegar a mais de cento e oitenta países e quinze milhões de pessoas em todo o mundo. Dançarinos de países como China, Coréia do Sul, Austrália, França, Itália, Holanda, Rússia, Estados Unidos, Brasil e Turquia, entre outros, fizeram do Caliente Challenge um fenômeno viral.  Após esse grande sucesso, o logotipo do Zumba pode ser visto em uma cena do videoclipe "Caliente", além de alguns dançarinos que executam a coreografia criada pelo Zumba. 

## Créditos
Créditos adaptados do Tidal . 
- Lali Espósito – vocals, songwriting
- Pabllo Vittar – vocals
- Luis Burgio – songwriting, producer, drums
- Gustavo Novelo – songwriting, producer, keyboard, recording engineer
- Peter Akselrad – songwriting, producer, guitar
- Ariel Chichotky – producer
- Pablo Bispo – songwriting
- Rodrigo Gorky – songwriting
- Arthur Marques – songwriting
- Stefania Romero – background vocals

## Desempenho nas tabelas musicais
| País — Tabela musical (2018)  | Melhor posição |
| ----------------------------- | -------------- |
| Argentina (Argentina Hot 100) | 51             |
| Argentina (Monitor Latino)    | 12             |

## Vendas e certificações
| Região                                                                                             | Certificação | Vendas  |
| -------------------------------------------------------------------------------------------------- | ------------ | ------- |
| Brasil (Pro-Música Brasil)                                                                         | Ouro         | 40,000* |
| *números de vendas baseados somente na certificação ^distribuições baseadas apenas na certificação |              |         |